# Pedro D. Arigo
Pedro D. Arigo (* 8. November 1938 in Malate) ist ein philippinischer römisch-katholischer Geistlicher und emeritierter Apostolischer Vikar von Puerto Princesa.

## Leben
Pedro D. Arigo empfing am 22. Dezember 1963 die Priesterweihe.
Papst Johannes Paul II. ernannte ihn am 23. Februar 1996 zum Apostolischen Vikar von Palawan und Titularbischof von Mactaris. Der Erzbischof von Manila, Jaime Lachica Kardinal Sin, spendete ihn am 18. Mai desselben Jahres die Bischofsweihe; Mitkonsekratoren waren Francisco Capiral San Diego, Bischof von San Pablo, und Deogracias S. Iñiguez, Bischof von Iba.
Papst Franziskus nahm am 28. Oktober 2016 seinen altersbedingten Rücktritt an.